# Xystrocera ansorgei
Xystrocera ansorgei es una especie de escarabajo longicornio del género Xystrocera, tribu Xystrocerini, subfamilia Cerambycinae. Fue descrita científicamente por Gahan en 1898.
Parte de su dieta se compone de plantas de la subfamilia Mimosoideae.

## Descripción
Mide 15-25 milímetros de longitud.

## Distribución
Se distribuye por Etiopía, Kenia y Uganda.